# Лаура (фільм, 1976)
«Лаура» (італ. Laure) — італійський еротичний фільм за оригінальним сценарієм Еммануель Арсан, випущений 1976 року.

## Сюжет
Лаура — сімнадцятирічна дочка священика, мешкає з батьками в Манілі. Вона знайомиться з молодим оператором Ніколасом, і разом вони відвідують лекцію професора Моргана, присвячену маловивченому племені Мара та їхнім дивним сексуальним ритуалам. Вони знайомляться не лише з Морганом, а й з його дружиною Наталі і коханкою Міртою, яка одночасно є й коханкою Наталі. Пізніше вони всі отримують запрошення на вечірку в розкішному будинку Г'юго Ланса, який погоджується спонсорувати етгнографічну експедицію Моргана на острів Еммель, де мешкає плем'я Мара. Тієї ж ночі та наступного дня Лаура і Ніколас зазнають численних еротичних пригод — за участю дизайнера одягу Артеміо, його знайомої власниці вертольоту Доллі та її подружки Мілагрос (пізніше з'ясовується, що Доллі насправді переодягнутий жінкою мужчина, і увесь цей маскарад потрібен аби одурити ревнивого чоловіка Мілагрос). Увесь цей час Ніколас не розлучається з кінокамерою і фільмує усі екзотичні ескапади за участю Лаури, в яку закохується по справжньому. Лаура і Ніколас зголошуються на участь в експедиції Моргана, а перед тим одружуються. Окрім молодят на Еммель вирушають Морган з Міртою (Наталі лишається в Манілі через вагітність) та провідник з племені Мара на ім'я Арава. До острова вони пливуть на вітрильному судні дивної конструкції, яке місцеві жителі звуть бусніг. Не виявивши на узбережжі жодних слідів Мара, експедиція рушає у глиб острова по річці на пірогах. Дорогою до них приєднується юна дівчинка на ім'я Тієо, а у Лаури виникає серйозний конфлікт з Аравою, через що вони втрачають провідника. Згодом виявляється, що й Морган, і Мірта, і навіть Ніколас з різних причин відмовляються від участі в церемоніях Мара і вирішують повернутися назад. Але Лаура і Тієо лишаються, аби завдяки ритуалові Відродження віднайти справжню свободу.

## У ролях
- Анні Белль — Лаура Олсен
- Ел Клайвер — Ніколас Елм
- Орсо Марія Герріні — професор Гальт'єр Морган
- Еммануель Арсан — Мірта
- П'єр Гайдбург — Доллі
- Мішель Штарк — Наталі
- Едді Йоахім — Арава
- Марія Вікторія Абад Крус — Тієо
- Гомер Адамс — Стів
- Маріанна Афшайн — Маріанна
- Вікі Аспрін — Інгрід
- Бернардо Бернардо — Артеміо
- Ендрю Даглас — Десмонд
- Жан Сальван — Г'юго Ланс
- Ллойд Нельсон — отець Ерлінг Олсен, батько Лаури
- Лоррейн Крігель — Гелен Олсен, матір Лаури
- Боббі Єнсен —Марчелло
- Літа Васкес — Мілагрос
- Марчелла Егіді — Марчелла

## Історія створення
За свідченням продюсера фільму Овідіо Ассонітіса, після гучного успіху фільму «Еммануель» (1974), він зателефонував Еммануель Арсан і її чоловікові — дипломату Луї-Жаку Ролле-Андріану з пропозицією створення спільного фільму за їхнім сценарієм. І хоча режисером фільму була заявлена Еммануель Арсан, проте фактично режисерами стали Луї-Жак Ролле-Андріан і Роберто Д'Етторе П'яццолі. Фільм було знято влітку 1975 року на Філіппінах, причому частина знімального процесу припала на сезон дощів, що створило додаткові складності. До того ж натурні зйомки проходили в місцях, позначених активністю повстанців, через що охорона знімальної групи була доручена військовим. Однак Луї-Жак Ролле-Андріан і Роберто Д'Етторе П'яццолі були незадоволені роботою продюсера Овідіо Ассонітіса, через що заборонили вказувати їхні імена та ім'я Еммануель Арсан як режисерів стрічки. Тож фільм було приписано анонімному режисеру. Сам Ассонітіс участі у зйомках не брав і жодного разу не навідався на Філіппіни.
Роль Лаури спочатку було запропоновано Лінді Лавлейс, та через особисті проблеми американка змушена була відмовитися (як і від ролі Наталі, запропонованої пізніше).
Кіносценарій став основою для одноіменного роману (1976) Еммануель Арсан, який, проте, містить низку подробиць і сцен, які у фільмі відсутні. Епіграфом до книги стали слова Моріса Дюверже: «Кожен має право обрати свою власну смерть».

## Саундтрек
Композицію «Laure» на музику Франко Мікаліззі виконала Еммануель Арсан.
Композицію «Emmele» на музику Франко Мікаліззі виконує «Franco Micalizzi e la sua Orchestra».